# Miguel Aceval
Miguel Ángel Aceval Muñoz (Santiago, 8 januari 1983) is een Chileense voetballer (verdediger) die sinds 2012 voor de Chileense eersteklasser CD Huachipato uitkomt. Eerder speelde hij onder meer voor Colo-Colo en CD O'Higgins.

## Erelijst
Colo-Colo
- Primera División (Chili)

2002-C, 2006-A, 2006-C, 2007-C
 Unión Española
- Primera División (Chili)

2009-A